# شکربوته نیزه‌برگ
شکربوته نیزه‌برگ (نام علمی: Protea lanceolata) نام یک گونه از سرده شکربوته‌ها است.